# Wang Tao
Wang Tao (n. 13 decembrie 1967, Beijing, Republica Populară Chineză) este un jucător de tenis de masă ce a reprezentat Republica Populară Chineză, medaliat olimpic. A participat la 2 ediții ale Jocurilor Olimpice (1992, 1996) în care a câștigat o medalie de aur și o medalie de argint.